# Poppea bulbidorsa
Poppea bulbidorsa är en insektsart som beskrevs av Goding. Poppea bulbidorsa ingår i släktet Poppea och familjen hornstritar. Inga underarter finns listade i Catalogue of Life.